# Abel-Anastase Germain

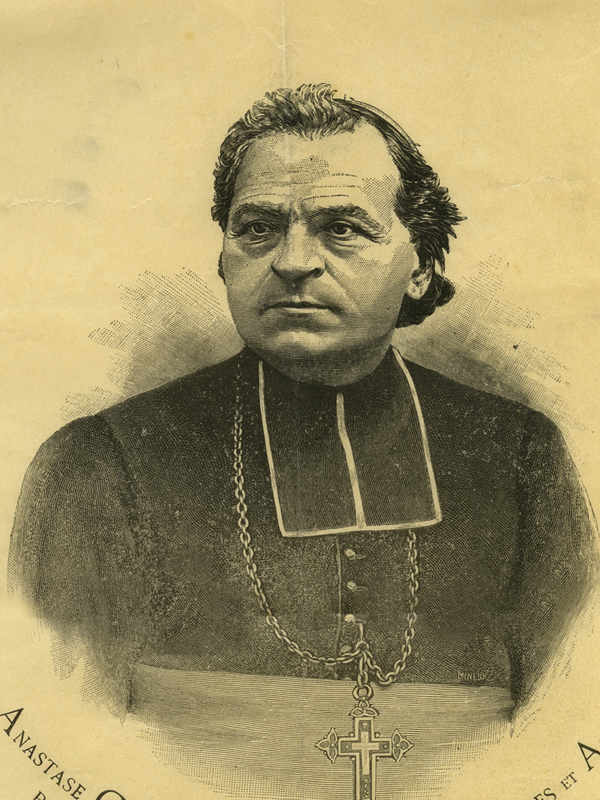
Abel-Anastase Germain

Abel-Anastase Germain (* 1. April 1833 in Saint-Sylvain, Département Calvados; † 12. November 1897 in Coutances) war Bischof von Coutances.

## Leben

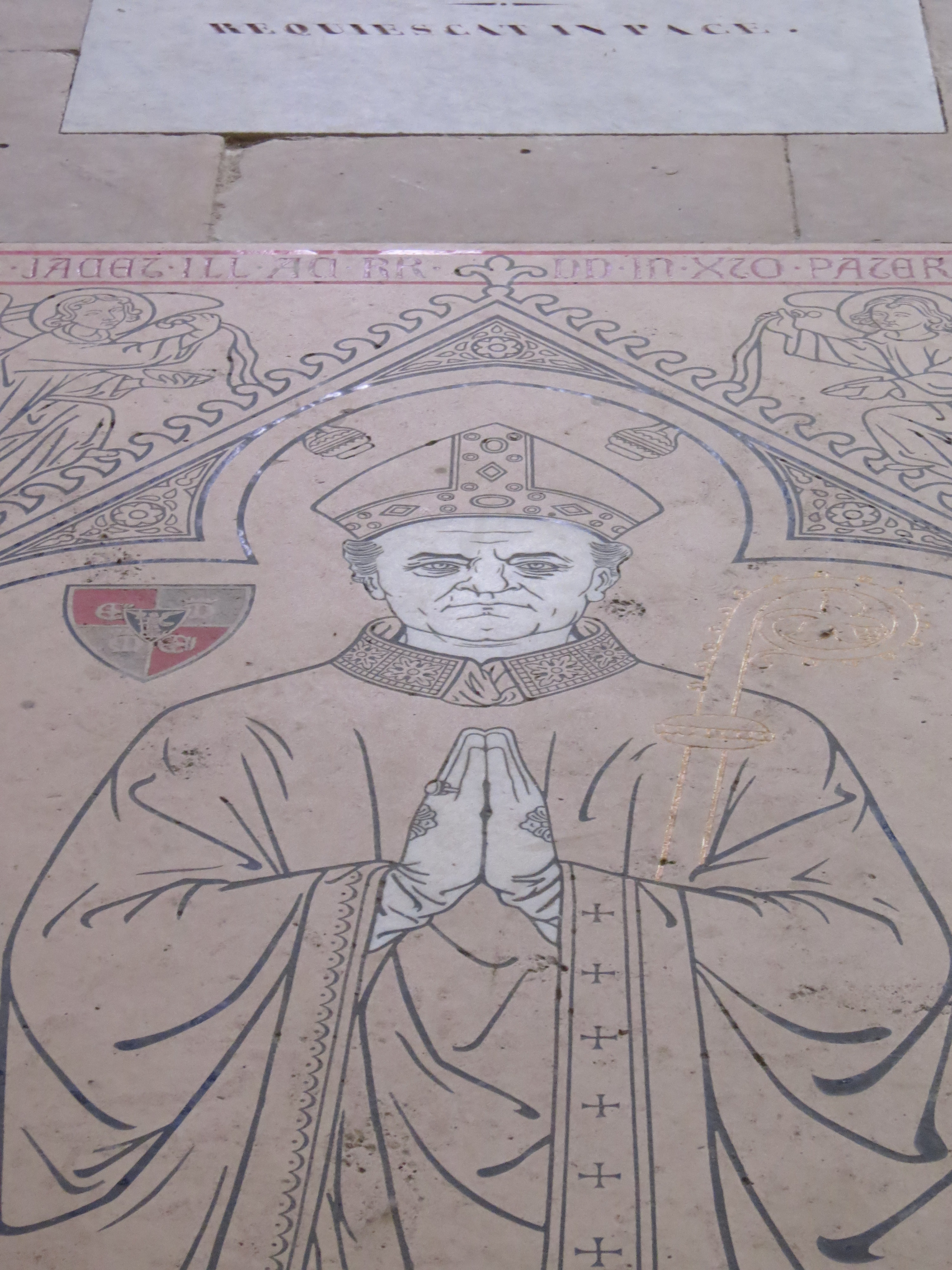

Er besuchte das kleine Seminar in Caen und studierte Theologie in Bayeux. 1857 zum Priester geweiht, wurde er Geistlicher am Lyzeum in Bayeux und 1870 Pfarrer der Kathedrale (Erzpriester). Fünf Jahre später, am 19. November 1875 per Dekret des Präsidenten der Republik zum Bischof von Coutances ernannt, erhielt er mit Datum vom 28. Januar 1876 die päpstliche Bestätigung und am 19. März in der Kathedrale von Bayeux durch Kardinal de Bonnechose die Weihe.
Bischof Germain förderte nach Kräften den öffentlichen Kultus in seiner Diözese, wie Wallfahrten und Prozessionen. Er war auch ein begabter Prediger, der die Grabreden für viele bedeutende Kirchenmänner seiner Zeit hielt, u. a. die Kardinäle de Bonnechose und Guibert und die Bischöfe Hasley, Ducellier, Rousselet, Lecoq und Trégaro. Er eröffnete auch den Seligsprechungsprozess der Maria Magdalena (Julie) Postel, der Gründerin der Schulschwestern, deren heroischer Tugendgrad noch während seines Episkopats anerkannt wurde.
Der Papst zeichnete Bischof Germain mit der Ernennung zum päpstlichen Thronassistenten und römischen Grafen aus. Er war außerdem Ehrendomherr mehrerer Diözesen, u. a. Autun, Bayeux, Besançon, Bordeaux, Nantes und Rennes.
Er starb 1897 an den Folgen einer Infektion.

## Werke
- Saint Michel et Le Mont-Saint-Michel, Paris 1880 (mit Pierre Marie Brin und Edouard Corroyer)
- Oraison funèbre de Mgr. Hasley. Paris 1888
- Oraison funèbre de M. l’abbé Menant, curé archiprêtre de Mortain. Mortain 1888
- Panégyrique du B. J. B. de La Salle. Coutances 1888.
- Panégyrique de Saint Thomas a Aquin. Coutances 1891.